# Chilabothrus exsul
Chilabothrus exsul — вид змій родини удавових (Boidae). Ендемік Багамських Островів.

## Поширення і екологія
Chilabothrus exsul мешкають на островах Малої Багамської банки, зокрема на острові Великий Багама, на островах Абако, та на сусідніх острівцях, таких як Елбоу-Кей. Вони живуть в широколистяних і соснових лісах та в садах. Яйцеживородні. Живляться дрібними ссавцями, птахами і ящірками.

## Збереження
МСОП класифікує цей вид як вразливий. Chilabothrus exsul загрожують вбивства на дорогах автомобілями, хижацтво з боку кішок та браконьєрство.